# Jan Boreň Chlumčanský z Přestavlk
Jan Boreň Chlumčanský z Přestavlk (okolo 1555 Újezd – 1615) byl český nižší šlechtic z rodiny Chlumčanských z Přestavlk, cestovatel.
Narodil se v Újezdě (zvaném Purkartův), na rodinné tvrzi. Od roku 1577 převzal po smrti otce tvrz (součástí statku byla ještě vesnice Letiny a části Horčice a Týniště, přikoupil Kbeliny). S manželkou Markétou Janovskou z Janovic měl šest synů a tři dcery.
O jeho životě není mnoho známo, pouze z výtahu (rukopis Národní knihovny ČR, sign. XVII F 35, Sborník výpisů o šlechtických rodinách českých) jeho (dnes ztracených) pamětí je známo, že dvanáctkrát cestoval za hranice země (v mládí i v starším věku). V roce 1570 cestoval poprvé. Největší cestu podnikl roku 1587, kdy se koňmo vydal do Říma s devíti společníky (známí jsou tito: Oldřich Felix Popel z Lobkowicz, Adam z Vinoře, Vincencius, kvadrián plzeňských bosých karmelitánů, Václav Švihovský z Rýzmberka a Václav Čejka z Olbramovic). Naposledy cestoval do říšských měst roku 1610.